# 인도네시아 정부
인도네시아 공화국 정부(인도네시아어: Pemerintah Republik Indonesia)는 인도네시아의 정부이다.

## 같이 보기
- 인도네시아의 정치